# Kościół Najświętszej Maryi Panny Królowej Rodzin w Podbrodziu
Kościół Najświętszej Maryi Panny Królowej Rodzin w Podbrodziu – kościół parafialny w Podbrodziu. Nabożeństwa odbywają się w języku litewskim i polskim.

## Historia
Budowa kościoła w Podbrodziu rozpoczęła się latem 2006 roku. 15 października 2006 roku kardynał Audrys Bačkis poświęcił fundamenty budowanej świątyni. 4 listopada 2007 roku kardynał Bačkis poświęcił nowo wybudowany kościół pod wezwaniem Najświętszy Maryi Panny Królowej Rodzin.

## Architektura
Kościół został zbudowany wraz z domem parafialnym. Architektami byli Marius Šaliamoras (kierownik projektu), Juras Balkevičius (kierownik części architektonicznej projektu), Artūras Burba, projektant UAB Numas, konstruktor Viktoras Ražaitis. Projekt zrealizowała firma budowlana Naresta.
Kościół stoi na wzgórzu, jest to nowoczesny budynek, jego forma jest metaforyczna. Wypukłe ściany zewnętrzne kojarzą się z symboliką chrześcijańską. Świątynię zaprojektowano jako statek z koroną zwieńczoną na krzyżu na północnym wschodzie. Podobieństwo to nie jest przypadkowe, gdyż główna przestrzeń kościoła nazywana jest nawą (łac. navis znaczy statek), a ze Starego Testamentu znana jest Arka Noego. Autorzy projektu wykorzystali symbol ryby używany przez pierwszych chrześcijan dla oznaczenia akrostychu Ichthys (gr. Jezus Chrystus, Boga Syn, Zbawiciel).
Wysokość budynku kościoła to 29 m, powierzchnia to 629 m², powierzchnia domu parafialnego to 490 m².